# メルセデス・ベンツ・W205
W205/S205/C205/A205は、メルセデス・ベンツ4代目Cクラスを指すコードネームである。W205はセダン、S205はステーションワゴン、C205はクーペ、A205はカブリオレを指す。

## 概要
4代目CクラスであるW205型は2014年1月12日、デトロイトモーターショーの開幕に伴い発表された。「アジリティ」と呼ばれる車体の俊敏なスポーツ性を売りとしているのがW205型Cクラスの大きな特徴であり、EクラスとSクラスとの共通設計とした新開発プラットフォーム「MRA」を採用し全長は4,686 mm（先代比+95 mm）・全幅は1,810 mm（先代比+40 mm）・ホイールベースは2,840 mm（先代比+80 mm）とした。これでCクラスで初めて全幅1,800 mmを超えたことになった。なお、ボディサイズを拡大させたにもかかわらず、先代より10 kgの軽量化に成功させた。
エクステリアのデザインは当時の新型SクラスW222型の流れをくむもので、ヘッドライド内のポジションランプやウインカーは現行ラインナップと統一性を持たせたものとなった。Sクラスで搭載されている装備が多く搭載され、上級グレードではCクラスとしては初となるエアサスペンションを採用。ステアリングコラムシフト、バンパー下に足をかざすとトランクが開くハンズフリーアクセスが搭載されることになった。

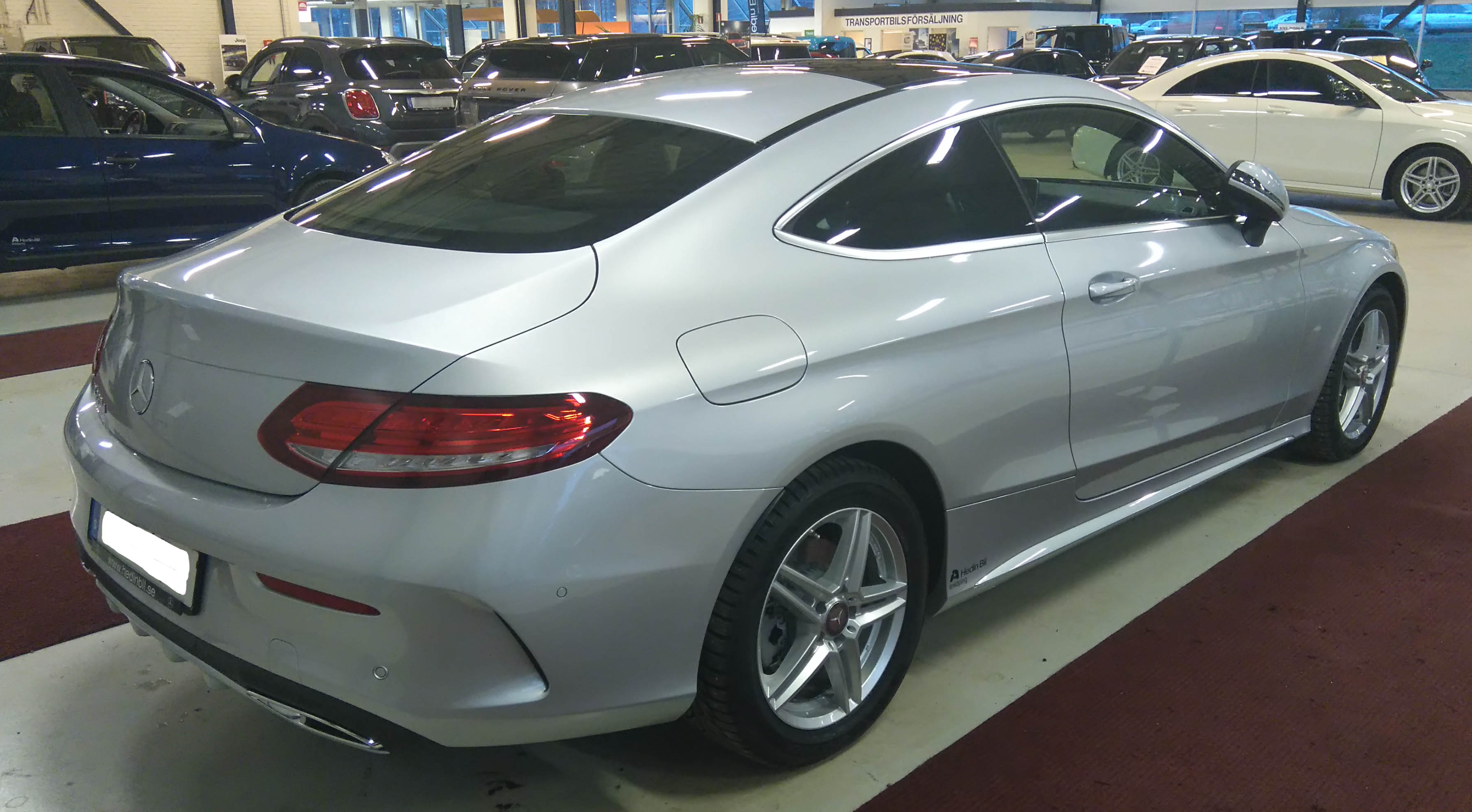
C180 クーペ スポーツ (Coupé)

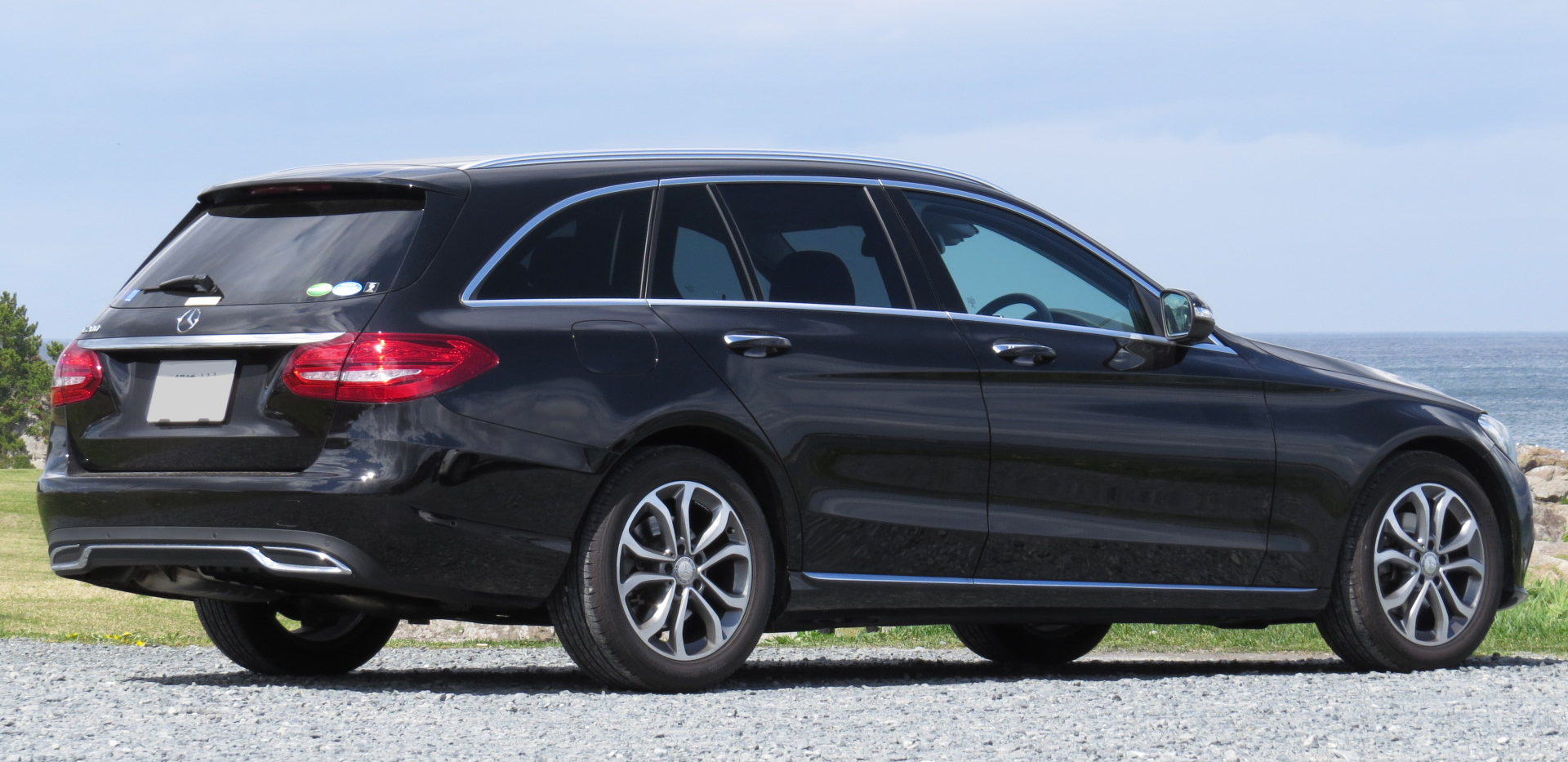
C200 ステーションワゴン
アバンギャルド (Estate)

クーペはAピラーから後方を専用設計としている。メルセデスクーペ伝統のプロポーションを形成する高い位置のベルトラインとサッシュレスドアを採用し、ドロッピングラインをリアホイールアーチの後ろまで長く伸びているのが特徴で、車高はセダンよりも25mm低められている。また、ドアミラーもセダンやステーションワゴンのAピラーではなく、メルセデスAMG・GTなどのスポーツカーと同じくドアに配置されている。
カブリオレはロングボンネットとショートオーバーハングを特徴とするフロントと、フロントバンパーからフェンダーライン、リアまで一体的につながるデザインとしたサイドで構成される。また、ボディ剛性の確保などに特有の技術を必要とするルーフレス構造を考慮し、ボディシェルのフロントエンドとフロア周辺、ルーフ周りをカブリオレ用に新設計したほか、アルミニウム合金とスチール材を組み合わせ、軽量と高いボディ剛性を両立する「アルミニウムハイブリッドボディシェル」を採用している。
エンジンは3種類用意され、2,143cc直列4気筒ディーゼルターボ、1,595cc直列4気筒ガソリンターボ、1,991cc直列4気筒ガソリンターボが用意される。
日本では、2014年7月11日にセダンが公式発表され、同日より販売を開始（C250スポーツのみ、同年秋ごろより納車開始）。次いで、同年10月1日にステーションワゴンも公式発表され、同日より注文受付を開始した。2016年3月14日にはクーペも公式発表され、同日より販売を開始。同年9月28日には歴代Cクラスで初めてのオープンモデルであるカブリオレも公式発表され、同日より販売を開始した。
2014年10月14日にCクラスセダンが日本カー・オブ・ザ・イヤー実行委員会が主催する「2014-2015 インポート・カー・オブ・ザ・イヤー」を受賞。さらに2015年世界・カー・オブ・ザ・イヤー（ワールド・カー・オブ・ザ・イヤー）を受賞。また、同年10月30日には特定非営利活動法人日本自動車殿堂が主催する「2014-2015 日本自動車殿堂インポートカーオブザイヤー」を受賞。さらに、同年11月11日にはNPO法人日本自動車研究者ジャーナリスト会議が主催する「2015年次 RJCカーオブザイヤー:インポート」を受賞。また、ユーロNCAPによる安全評価ではbest in class cars5つ星、safest family cars5つ星、driver assistance system5つ星と、W205型Cクラスは計7冠を達成した。
ちなみに、過去日本カー・オブ・ザ・イヤーにおいてCクラスでは1995年（W202で受賞）、2000年-2001年次（W203で受賞）、2007年-2008年次（W204で受賞）、2011年-2012年（W204・後期型及びS204・後期型（ステーションワゴン）で受賞、史上初となる同一モデルでの2度受賞）以来、通算5回目との受賞となった。また、主催団体によってその年の選出車種が異なることが多い日本国内でのカー・オブ・ザ・イヤーにおいて、3つの主催団体が同じ部門で同じ車種を選出するのは極めて稀である。

## 日本仕様車
日本では、まず1,595cc直列4気筒ターボエンジン、1991cc直列4気筒ターボエンジンが導入され、2015年にはディーゼルエンジンモデルが追加された。
グレード体系はセダンは先代から引き続き設定されるC180・C180アバンギャルド・C200アバンギャルドに加え、高出力・高トルク仕様エンジンを搭載した新設のC250スポーツのほか、367馬力を誇るV6ツインターボを搭載したC43 4MATIC、510馬力を超えるエンジンを搭載しサーキット走行に最適化されたメルセデスAMG C63・メルセデスAMG・C63 Sを加えた8グレードが設定される。ステーションワゴンは先代から引き続き設定されるC180ステーションワゴン・C180ステーションワゴン アバンギャルド・C200ステーションワゴン アバンギャルドに加え、C180ステーションワゴン スポーツ・C200ステーションワゴン スポーツ・C250ステーションワゴン スポーツ・メルセデスAMG C43 4MATICステーションワゴン・メルセデスAMG C63ステーションワゴン・メルセデスAMG C63 S ステーションワゴンが追加された9グレード展開となる。ステーションワゴンのグレード体系が多いのは、納期短縮を図るため、先代まで設定されていたオプションパッケージを廃止し、セダンではオプション設定となっている装備品をほぼ標準化したグレードが設定されているためである。これ以降のメルセデス・ベンツの日本仕様車はステーションワゴン、ならびにクロスオーバーSUVにはオプションパッケージは採用されなくなった。クーペはC180 クーペ スポーツ・C180 クーペ スポーツ+・メルセデスAMG C63 クーペ・メルセデスAMG C63 Sの4グレード展開である。カブリオレはC180カブリオレ スポーツ・C300 カブリオレ スポーツ・メルセデスAMG C43 4MATIC カブリオレ・メルセデスAMG C63 S カブリオレの4グレード展開で、C300 カブリオレ スポーツは受注生産となる。
エアサスペンションである「AIRMATICサスペンション」はC250スポーツに標準装備。C200アバンギャルドはオプション。装備はバージョンにより異なり「レーダーセーフティパッケージ」、「エントリーパッケージ」、「ベーシックパッケージ」、「プレミアムパッケージ」、「レザーエクスクルーシブパッケージ」、「AMGライン」が用意される。ただし装備は一部重複する。
なお、セダン・ステーションワゴン共に、C180系とC200系は「平成17年基準排出ガス75%低減レベル（☆☆☆☆）」認定を、C250 スポーツは「平成21年基準排出ガス75%低減レベル（☆☆☆☆）」認定をそれぞれ取得。さらに、JC08モード燃費を向上させたことで、全車「平成27年度燃費基準+20%」を達成した。クーペのC180系とカブリオレのC180 スポーツ・C300 スポーツは、セダン・ステーションワゴンのC180系・C200系同様に「平成17年基準排出ガス75%低減レベル（☆☆☆☆）」認定を取得するとともに、「平成27年度燃費基準+10%」を達成した。
2015年3月6日、セダンに特別仕様車「C200 Exclusive Line Limited」を発表し、同日より注文受付を開始。現行のカタログモデルでは設定されていないスリーポインテッド・スターのフードマスコットや3本のルーバーを備えたラジエータグリルを備えた専用のフロントデザインを採用し、細身のスポークを放射線状に配した専用17インチマルチスポークアルミホイール、専用シート、専用レザーARTICOダッシュボード、専用カーペットを装備。内装はレザーツイン/DINAMICA仕様と本革仕様の2種類を用意しており、レザーツイン/DINAMICA仕様にはベーシックパッケージを、本革仕様にはレザーエクスクルーシブパッケージをそれぞれ装備した。ボディカラーは「ポーラーホワイト（ブラック内装）」と「カバンサイトブルー（クリスタルグレー内装、本革仕様専用色）」の2色を設定した。590台の限定販売である。
同年5月27日に、メルセデスAMG・GTと同じ基本設計としたAMG 4.0L・V8直噴ツインターボエンジンであるM177型や電子制御式7速スポーツトランスミッション「AMGスポーツシフトMCT」を搭載したハイパフォーマンスモデル「メルセデスAMG・C63」を発表（同日より注文受付を開始、同年10月ごろ発売開始）。同時に、外観にマットブラックペイント19インチAMGクロススポークアルミホイール（鍛造）、ハイグロスブラックパーツ（セダンは専用装備としてAMGトランクリッドスポイラーリップにも採用）、サイドデカール、レッドアクセントを、内装にAMGレッドカーボン/アルミニウムインテリアトリム、AMGパフォーマンスシート（前席、レッドダイヤモンドステッチ入り）、AMGパフォーマンスステアリング（レザーDAINAMICA、Edition 1ロゴ・レッドセンターマーキング・レッドステッチ入り）、ナッパレザードアセンターパネル（レッドダイヤモンドステッチ入）、レッドシートベルト、レッドパイピング付AMGフロアマットを装備し、セダンにはステーションワゴンに標準装備されているエクスクルーシブパッケージを、ステーションワゴンにはブラックルーフレールをそれぞれ装備した特別仕様車「メルセデス・AMG C63 S Edition 1」も注文受付を開始した（セダン350台、ステーションワゴン50台の計400台限定販売）。なお、発売は10月頃を予定しているカタロググレードに先駆けて「Edition 1」から先に発売され、セダンは同日より発売開始、ステーションワゴンは6月中旬頃からとされた。ハンドル位置はセダンは左右選択可、ステーションワゴンは従来通り右のみ。なお現行モデル全体としては、日本仕様車ではAMGモデルのセダンのみに左ハンドルが設定され、それ以外は全て右ハンドルのみの設定となる。
同年7月16日に、特別仕様車「C200 Sports Edition」を同年7月下旬より700台限定で発売することを発表し、同日より注文受付を開始。「C200 アバンギャルド」をベースに、現行モデルの日本仕様車ではAMGモデル以外では初となる左ハンドル仕様とし、AMGスタイリングパッケージ（フロントスポイラー、サイド&リアスカート）、18インチAMG5スポークアルミホイール、AMGスポーツステアリング、レザーARTICOダッシュボード、ステンレスアクセル&ブレーキペダル（ラバースタッド付）、AMGフロアマット、Mercedes-Benzロゴ付ブレーキキャリパー&ドリルドベンチレーテッドディスク（フロント）、AIRMATICアジリティパッケージで構成されたAMGラインを特別装備。前席シートの仕様に合わせて装備内容が一部異なる2仕様が用意されており、レザーARTICO AMGスポーツシート（前席）を採用したベース仕様にはパークトロニック、アクティブパーキングアシスト（縦列・並列駐車）、前席シートヒーターで構成された「ベーシックパッケージ」を特別装備。レザーARTICO AMGスポーツシート（前席）を採用した本革仕様は、「ベーシックパッケージ」に加え、ヘッドアップディスプレイ、自動開閉トランクリッド、ハンズフリーアクセス（トランク自動開閉機能）、助手席メモリー付パワーシート、助手席電動ランバーサポート、エアバランスパッケージ（空気清浄機能、パフュームアトマイザー付）を追加した「レザーエクスクルーシブパッケージ」とパノラミックスライディングルーフ（挟み込み防止機能付）を特別装備した。
同年7月21日に、メルセデスAMGが専用開発した高出力V6エンジンとパフォーマンス指向の四輪駆動システム「AMG 4MATIC」を備えた新コンセプトの「AMGスポーツモデル」第一弾として、「C450 AMG 4MATIC」を発表し、同日より注文受付を開始（同年9月発売開始予定）。エンジンの高出力V6エンジンには、最大圧力200barのピエゾインジェクタとスプレーガイド式燃焼システムにより常に最適な燃焼環境を作り出し、クランクケースとシリンダーヘッドをアルミニウム製とすることで軽量化を実現し、シリンダーウォールには摩擦低減と高強度を実現する「NANOSLIDE」加工を施した276M30型を搭載。最高出力360PS（270kW）、最大トルク53.0kgm（520Nm）を発揮し、0-100km/h加速はセダンで4.9秒、ステーションワゴンで5.0秒のハイパフォーマンスを実現するとともに、「平成17年基準排出ガス50%低減レベル（☆☆☆）」認定も取得。四輪駆動システム「AMG 4MATIC」はCクラスでは初採用となり、駆動力の変動によるステア特性の変化が少ないため、直線でもコーナーでもドライバーの意志とひとつになって正確に路面をトレースする安定した挙動を実現し、33:67のリア寄りのトルク配分とし、ロッキングトルクを低めに設定した。また、ハイパフォーマンスモデルの「メルセデス・AMG C63」同様に、足回りには「AMG RIDE CONTROL スポーツサスペンション」を採用したほか、ステアリングギアレシオを14.2に設定されたラック&ピニオン式を採用し、車速や「AMGダイナミックセレクト」のドライブモードによってパワーアシスト量が変化する電動パワーステアリングも備えた「AMGパラメーターステアリング」、ブレーキはフロントに360mmのドリルドベンチレーティッドディスク、リアに320mmベンチレーティッドディスクを採用。外観はシングルルーバー付ダイヤモンドグリル、AMGトランクリッドスポイラーリップ、ブラックデュアルツインエグゾーストエンド、ハイグロスブラック19インチAMGツインスポークアルミホイールなどを採用し、アクセントとしてフロントスポイラー、フロントグリルのルーバー、リアディフューザーなどにハイグロスブラックを施し、エンジンカバーにレッドのVラインをあしらった。なお、「C450 AMG 4MATIC」は左ハンドルのみの（右ハンドルはまだ開発されていない）車種である。
同年9月28日にはクリーンディーゼル車「C220 d」（欧州名「C220 BlueTEC」）を発表し、同日より注文受付を開始（10月販売開始）。2.2L・直4のBlueTECエンジンを搭載し、Cクラス初の9速AT「9G-TRONIC」を搭載した。グレード体系は、セダンは「C220 d AVANTGARDE」のみ、ステーションワゴンは「C220 d AVANTGARDE」と「C220 d Sports」の2グレードを設定。「C220 d Sports」には本革仕様も設定されている。
同年12月4日にはプラグインハイブリッドモデル「C350 e」（欧州名「C350 PLUG-IN HYBRID」）を発表し、同日より注文受付開始（2016年1月販売開始）。エンジンには「C250 Sports」に搭載されている2.0L・直4の274型を採用し、これにブースト機能を備えた電気モーターを組み合わせることで、システム全体の最高出力279PS、最大トルク600Nmのハイパワーを発揮。また、走行環境やバッテリー残量に応じてエンジンと電気モーターを併用し、電気モーターのブースト機能で途切れのない加速感も味わえる「HYBRID」、電気モーターの単独走行ができる「E-MODE」、その時点でのバッテリーの充電レベルを維持する「E-SAVE」、走行しながらバッテリーを充電する「CHARGE」の4つのモードを備えている。さらに、アクセルペダルの抵抗を増してドライバーに知らせることにより、EVモードとハイブリッドモードの切替ポイントを明瞭化する「プレッシャポイント機能」とレーダーで先行車両との車間距離や速度差を測定してアクセルペダルに2回のノックパルスを発生させることでドライバーにアクセルペダルから足を離す適切なタイミングを知らせる「ダブルパルス機能」で構成された「インテリジェントアクセルペダル」を採用した。
2016年4月15日にはセダンとステーションワゴンにラインナップされているAMG 4.0L V8直噴ツインターボエンジンを搭載した「メルセデスAMG C63」・「メルセデスAMG C63 S」をクーペにも設定すると発表。同時に、特別仕様車「メルセデスAMG C63 S クーペ Edition 1」も発表された（7月31日受注受付分までの期間限定販売）。「Edition 1」は、C63 S クーペをベースに、外観には19/20インチAMG 5ツインスポークアルミホイール（鍛造）にマットブラックペイントを、フロントスポイラーのセンター部分・リアバンパー・ドアミラー・ウインドウアーチモールにハイグロスブラックパーツをそれぞれ採用したほか、リアのトランクリッドスポイラー・テールパイプのトリム部分・リアディフューザーを専用デザインに変更した。内装ではイエローダイヤモンドステッチを施したAMGパフォーマンスシート（前席）、ナッパレザードアセンターパネルをはじめ、レザーDAINAMICA製AMGパフォーマンスステアリングなどを採用した。なお、受注受付はカタロググレード・「Edition 1」共に同日より開始となるが、発売は「Edition 1」が6月、カタロググレードが8月からとなる。
同年8月19日には、クーペに「C300 クーペ スポーツ」を追加。外観はフロントスポイラーリップ、ドアミラー、リアスポイラーにブラックのアクセントを加え、ハイグロスブラックペイントを施した19インチAMGマルチスポークアルミホイールを装着。内装は本革シートやエアバランスパッケージに加え、インテリジェントライトシステムとアダプティブハイビームアシストプラスを標準装備した。エンジンは2.0L 直列4気筒直噴ターボの274型を本モデル用に高出力・高トルク仕様で搭載し、トランスミッションは9速AT「9G-TRONIC」を採用。これにより、JC08モード燃費14.4km/Lを実現し、「平成27年度燃費基準+5%」を達成した。なお、本モデルは受注生産となる。併せて、セダンとステーションワゴンに設定されている「メルセデスAMG C43 4MATIC（旧「C450 AMG 4MATIC」）」を一部改良（同日より注文受付開始、発売は同年9月より）。トランスミッションを9段に多段化した「9G-TRONIC」に変更するとともに、前後トルク配分を従来の33:67から31:69にリアドライブ側に変更。また、「メルセデスAMG C63」と同じくSPORT HANDLINGモードを追加した3モードESPを採用し、サーキットなどでのスポーツ走行時に車両の状況が把握できるAMGメニューも追加された。さらに、AMGロゴ付ダイヤモンドグリルやブレーキキャリパー、サイドステップカバーを採用し、「メルセデスAMG・C63」と同じセンターホイールキャップを装着。AMGエンブレム付キーカバーも装備された。また、従来からの左ハンドル仕様に加えて右ハンドル仕様が追加され、クーペにも同一仕様の「メルセデスAMG・C43 4MATIC クーペ」が新たに設定された（クーペは右ハンドル仕様のみの設定）。
2017年2月1日にセダン・ステーションワゴン・クーペを一部改良。セダン・ステーションワゴンは、Cクラスの4気筒エンジン仕様で初となる4MATIC（4輪駆動）モデル「C200 4MATIC アバンギャルド（セダン/ステーションワゴン）」、「C200 4MATIC ステーションワゴン スポーツ」を追加。既存モデルは「C200 アバンギャルド」・「C220d アバンギャルド」（それぞれのスポーツを含む）において、従来、標準装備となっていた「レーダーセーフティパッケージ」をオプション設定化したことで、車両本体価格を値下げ。併せて、「C180 ステーションワゴン」に「レーダーセーフティパッケージ」を新たにオプション設定した。また、従来は「C350 e アバンギャルド」専用色だった「ブリリアントブルー（メタリックペイント）」が、「Mercedes-AMG C63/C63S」を除く全車にオプションで設定された。そして、「C180」・「C180 アバンギャルド」・「C200 アバンギャルド」（ステーションワゴンに設定の「スポーツ」を含む）は従来の7速から9速AT「9G-TRONIC」に変更。セダンにオプション設定されている「プレミアムパッケージ（「C180 アバンギャルド」、「C200 アバンギャルド」、「C220d アバンギャルド」、「C250 スポーツ」に設定）及び「エクスクルーシブパッケージ（「メルセデスAMG・C43 4MATIC」に設定）」にヘッドアップディスプレイを追加。ステーションワゴンは一部モデルにヘッドアップディスプレイを標準装備した。クーペはエントリーモデルとなる「C180 クーペ」を追加するとともに、既存の「C180 クーペ スポーツ」はセダン・ステーションワゴンの一部モデル同様に従来の7速から9速AT「9G-TRONIC」に変更するとともに装備内容を見直し、前席にシートヒーターとメモリーシートを追加するとともに、ドアを閉めてイグニッションをオンにするとシートベルトが自動的に前方に押し出され、シートベルトの引き出しを簡易的にするオートマティックベルトフィーダーも標準装備した。
同年7月25日、一部改良、並びにセダン・ステーションワゴン特別仕様車「ローレウスエディション」を発売。特別仕様車「ローレウスエディション」は、ガソリン車の「C180」とディーゼル車の「C220 d」が用意され、全車共通で「AMGライン」を装備し、センターコンソールに「Laureus」ロゴをデザインしたバッジを装着。これに加え、セダンには通常はオプション設定になっているパーキング・パイロット、パークトロニック、前席シートヒーターが標準装備され、「C180 ローレウスエディション」にはキーレスゴーとプライバシーガラスも標準装備。ステーションワゴンにはパノラミックスライディングルーフが標準装備される。さらに、C180にはスポーツサスペンションを、C220 dにはAIRMATICアジリティパッケージも装備した。一部改良では、全ボディタイプ・全グレードに、「安心安全サービス」と「快適サービス（同年8月サービス開始）」で構成されたテレマティクスサービス「Mercedes me connect（メルセデス ミー コネクト）」を搭載したほか、ステーションワゴンは従来設定されていなかったパノラミックスライディングルーフを「C200 スポーツ」と「C200 4MATIC スポーツ」の本革仕様、並びに「C350 e アバンギャルド」にオプション設定。カブリオレは「C180 スポーツ」にオプション設定の「レザーエクスクルーシブパッケージ」にヘッドアップディスプレイとLEDインテリジェントライトシステムを追加し、ヘッドアップディスプレイを「メルセデスAMG C43 4MATIC」と「メルセデスAMG C63 S」に標準装備した。併せて、グレード体系が整理され、セダンとステーションワゴンの「C180 アバンギャルド」、「C220 d アバンギャルド」、「C250 スポーツ」、ステーションワゴンの「C180 スポーツ」、「C220 d スポーツ」、クーペとカブリオレの「C300 スポーツ（受注生産）」がそれぞれ廃止された。

### 後期型
2018年7月25日、マイナーチェンジが発表された（納車は9月より順次開始）。外観はフロントフェイスとリアバンパーが刷新され、ヘッドライトはグレードによりLEDハイパフォーマンスヘッドライトまたは、Eクラス・Sクラスと同様のマルチビームLEDヘッドライトとなる。セダンはテールライトユニット内部を"C"の文字をモチーフとしたデザインに変更された。内装はステアリングホイールがSクラスと同じデザインのものに変更された。パワートレインは「C200 アバンギャルド」において、エンジンを1.5LターボのM264型に換装するとともに、スターターやジェネレーターの機能を兼ねるモーター「BSG（ベルトドリブン・スターター・ジェネレーター）」と「48V電気システム」が搭載された。マイナーチェンジに伴って復活したディーゼル車の「C220 d アバンギャルド」は、Eクラスにも搭載されている2.0L直噴ターボBlue TECエンジンであるOM654型に換装され、高出力化及び振動・騒音の低減化が図られた。「メルセデスAMG 43」系はターボの大型化と制御改良により高出力化。従来の「メルセデスAMG 63」系に採用されていたイリジウムシルバーマット塗装が施されたツインルーバー仕様の「AMGラジエターグリル」が採用されるとともに、リアには左右それぞれにツインラウンドテールパイプが装備。内装には「AMGパフォーマンスステアリング」が採用された。「メルセデスAMG 63」系には「AMGパナメリカーナグリル」が採用された。
2019年7月1日、特別仕様車「C200 Sports designo Limited +」を発売。セダンモデルの「C200 アバンギャルド」をベースに、外観にはAMGラインエクステリアやナイトパッケージ、ハイグロスブラックペイントの18インチAMG5ツインスポークアルミホイール、内装にはAMGラインインテリアやサドルブラウンのdesignoナッパレザーシートが装備されたほか、機能面ではSクラスと同等の「レーダーセーフティパッケージ」やヘッドアップディスプレイなどで構成された「レザーエクスクルーシブパッケージ」、前席シートベンチレーターなどを装備した。ボディカラーは「ポーラーホワイト」のみが設定されている。限定数は5台で、このうちの4台を「Mercedes-Benz Online Store」にて発表日から8月25日までの期間先行販売され、8月26日からは店頭でも発売される。
同年9月2日、一部改良。セダンには、2.0L直列4気筒直噴ターボエンジンにブースト機能を備えた高出力電気モーターを組み合わせたプラグインハイブリッド車「C350 e アバンギャルド」を再設定。また、全てのボディタイプに設定の「C180」は搭載エンジンを1.5L直列4気筒ターボエンジン M264型に換装されたほか、63/63 Sモデルを除くセダン・ステーションワゴンにはボディカラーにグラファイトグレーが追加設定され、ドライブレコーダー（フロント、セダンとステーションワゴンはフロント・リアも設定可能）、ロゴプロジェクター（セダンとステーションワゴンに設定、AMGモデルはAMG仕様が設定）、ETC2.0対応車載器（AMGモデルを除くセダンとステーションワゴンに設定）の新規オプションが追加された。併せて、2017年7月に発売されたセダン・ステーションワゴン特別仕様車「ローレウスエディション」が新仕様で再発売。ベースモデルは「C200 アバンギャルド」・「C200 4MATIC アバンギャルド」・「C220 d アバンギャルド」の3種類となり、360°カメラシステムやシートベンチレーター（前席）などで構成された「レザーエクスクルーシブパッケージ」のオプション設定が追加された。なお、「C350 e アバンギャルド」と「C180」は10月ごろより、「ローレウスエディション」とAMGモデルは発表当日より順次納車される。
2020年2月28日、一部改良。セダンとステーションワゴンに設定の「C180」「C200」「C200 4MATIC」「C220d」及びカブリオレとクーペに設定の「C180 スポーツ」において従来オプション設定だった「レーダーセーフティパッケージ」が標準装備された。
2022年2月10日、カブリオレとクーペの「C180 スポーツ」を仕様変更。レザーARTICOダッシュボードが標準装備され、ボディカラーにスペクトラルブルーとハイテックシルバーの2色を追加。また、原材料費などの高騰に対応するためメーカー希望小売価格が見直され、変更前に比べて8万円（消費税10%相当分込）値上げされた。
| グレード | 販売期間 | エンジン                       | 排気量  | 最高出力・最大トルク                              | 変速機 | 駆動方式 |
| --- | --- | ------------------------------ | ------- | ------------------------------------------------- | ------ | -------- |
| C180（受注生産） C180 ステーションワゴン（受注生産） C180 クーペ                                                                             | セダン 2014年7月～2018年7月 ステーションワゴン 2014年10月～2018年7月 クーペ 2016年3月～2018年7月            | 274M16型 直列4気筒 ターボ      | 1,595cc | 156PS/5,300rpm 25.5kgm/1,200rpm-4,000rpm          | 9速AT  | FR       |
| C180（受注生産） C180 ステーションワゴン（受注生産） C180 クーペ                                                                             | 2018年7月～2019年9月                                                                                        | M274型 直列4気筒 ターボ        | 1,595cc | 156PS/5,300rpm 25.5kgm/1,200rpm-4,000rpm          | 9速AT  | FR       |
| C180（受注生産） C180 ステーションワゴン（受注生産） C180 クーペ                                                                             | セダン・ステーションワゴン 2019年9月～                                                                      | M264型 直列4気筒 ターボ        | 1,497cc | 156PS/5,300rpm-6,100rpm 25.5kgm/1,500rpm-4,000rpm | 9速AT  | FR       |
| C180 アバンギャルド C180 ステーションワゴン アバンギャルド                                                                                   | セダン 2014年7月～2017年7月 ステーションワゴン 2014年10月～2017年7月                                        | 274M16型 直列4気筒 ターボ      | 1,595cc | 156PS/5,300rpm 25.5kgm/1,200rpm-4,000rpm          | 9速AT  | FR       |
| C180 アバンギャルド C180 ステーションワゴン アバンギャルド                                                                                   | 2018年7月～2019年9月                                                                                        | M274型 直列4気筒 ターボ        | 1,595cc | 156PS/5,300rpm 25.5kgm/1,200rpm-4,000rpm          | 9速AT  | FR       |
| C180 アバンギャルド C180 ステーションワゴン アバンギャルド                                                                                   | 2019年9月～                                                                                                 | M264型 直列4気筒 ターボ        | 1,497cc | 156PS/5,300rpm-6,100rpm 25.5kgm/1,500rpm-4,000rpm | 9速AT  | FR       |
| C180 ローレウスエディション C180 ステーションワゴン ローレウスエディション                                                                   | 2017年7月～2018年9月                                                                                        | 274M16型 直列4気筒 ターボ      | 1,595cc | 156PS/5,300rpm 25.5kgm/1,200rpm-4,000rpm          | 9速AT  | FR       |
| C180 ステーションワゴン スポーツ | 2014年10月～2017年7月                                                                                       | 274M16型 直列4気筒 ターボ      | 1,595cc | 156PS/5,300rpm 25.5kgm/1,200rpm-4,000rpm          | 9速AT  | FR       |
| C180 クーペ スポーツ C180 カブリオレ スポーツ                                                                                                | クーペ 2016年3月～2018年7月 カブリオレ 2016年9月～2018年7月                                                 | 274M16型 直列4気筒 ターボ      | 1,595cc | 156PS/5,300rpm 25.5kgm/1,200rpm-4,000rpm          | 9速AT  | FR       |
| C180 クーペ スポーツ C180 カブリオレ スポーツ                                                                                                | 2018年7月～                                                                                                 | M274型 直列4気筒 ターボ        | 1,595cc | 156PS/5,300rpm 25.5kgm/1,200rpm-4,000rpm          | 9速AT  | FR       |
| C200 アバンギャルド C200 ステーションワゴン アバンギャルド                                                                                   | セダン 2014年7月～2018年7月 ステーションワゴン 2014年10月～2018年7月                                        | 274型 直列4気筒 ターボ         | 1,991cc | 184PS/5,500rpm 30.6kgm/1,200rpm-4,000rpm          | 9速AT  | FR       |
| C200 アバンギャルド C200 ステーションワゴン アバンギャルド                                                                                   | 2018年7月～2019年9月                                                                                        | 264型 直列4気筒 ターボ         | 1,497cc | 184PS/5,800-6,100rpm 28.6kgm/3,000rpm-4,000rpm    | 9速AT  | FR       |
| C200 ローレウスエディション C200 ステーションワゴン ローレウスディション                                                                     | 2019年9月～                                                                                                 | 264型 直列4気筒 ターボ         | 1,497cc | 184PS/5,800-6,100rpm 28.6kgm/3,000rpm-4,000rpm    | 9速AT  | FR       |
| C200 4MATIC アバンギャルド C200 4MATIC ステーションワゴン アバンギャルド                                                                     | 2017年2月～2018年7月                                                                                        | 274型 直列4気筒 ターボ         | 1,991cc | 184PS/5,500rpm 30.6kgm/1,200rpm-4,000rpm          | 9速AT  | 4WD      |
| C200 4MATIC アバンギャルド C200 4MATIC ステーションワゴン アバンギャルド                                                                     | 2018年7月～2019年9月                                                                                        | 264型 直列4気筒 ターボ         | 1,496cc | 184PS/5,800-6,100rpm 28.6kgm/3,000rpm-4,000rpm    | 9速AT  | 4WD      |
| C200 4MATIC ローレウスエディション C200 4MATIC ステーションワゴン ローレウスエディション                                                     | 2019年9月～                                                                                                 | 264型 直列4気筒 ターボ         | 1,496cc | 184PS/5,800-6,100rpm 28.6kgm/3,000rpm-4,000rpm    | 9速AT  | 4WD      |
| C200 ステーションワゴン スポーツ | 2014年10月～2018年7月                                                                                       | 274型 直列4気筒 ターボ         | 1,991cc | 184PS/5,500rpm 30.6kgm/1,200rpm-4,000rpm          | 9速AT  | FR       |
| C200 4MATIC ステーションワゴン スポーツ | 2017年2月～2018年7月                                                                                        | 274型 直列4気筒 ターボ         | 1,991cc | 184PS/5,500rpm 30.6kgm/1,200rpm-4,000rpm          | 9速AT  | 4WD      |
| C220 d アバンギャルド C220 d ステーションワゴン アバンギャルド                                                                               | 2015年9月～2017年7月                                                                                        | OM651型 直列4気筒 ターボ       | 2,142cc | 170PS/3,000rpm-4,200rpm 40.8kgm/1,400rpm-2,800rpm | 9速AT  | FR       |
| C220 d アバンギャルド C220 d ステーションワゴン アバンギャルド                                                                               | 2018年7月～2019年9月                                                                                        | 654型 直列4気筒 ターボ         | 1,949cc | 194PS/3,800rpm 40.8kgm/1,600rpm-2,800rpm          | 9速AT  | FR       |
| C220 d ステーションワゴン スポーツ | 2015年9月～2017年7月                                                                                        | OM651型 直列4気筒 ターボ       | 2,142cc | 170PS/3,000rpm-4,200rpm 40.8kgm/1,400rpm-2,800rpm | 9速AT  | FR       |
| C220 d ローレウスエディション C220 d ステーションワゴン ローレウスエディション                                                               | 2017年7月～2018年9月                                                                                        | OM651型 直列4気筒 ターボ       | 2,142cc | 170PS/3,000rpm-4,200rpm 40.8kgm/1,400rpm-2,800rpm | 9速AT  | FR       |
| C220 d ローレウスエディション C220 d ステーションワゴン ローレウスエディション                                                               | 2019年9月～                                                                                                 | 654型 直列4気筒 ターボ         | 1,949cc | 194PS/3,800rpm 40.8kgm/1,600rpm-2,800rpm          | 9速AT  | FR       |
| C250 スポーツ C250 ステーションワゴン スポーツ                                                                                               | セダン 2014年7月～2017年7月 ステーションワゴン 2014年10月～2017年7月                                        | 274型 直列4気筒 ターボ         | 1,991cc | 211PS/5,500rpm 35.7kgm/1,200rpm-4,000rpm          | 7速AT  | FR       |
| C300 クーペ スポーツ（受注生産） C300 カブリオレ スポーツ（受注生産）                                                                        | 2016年9月～2017年7月                                                                                        | 274型 直列4気筒 ターボ         | 1,991cc | 245PS/5,500rpm 37.7kgm/1,300rpm-4,000rpm          | 9速AT  | FR       |
| C350 e アバンギャルド C350 e ステーションワゴン アバンギャルド                                                                               | 2015年12月～2018年7月                                                                                       | 274型 直列4気筒 ターボ         | 1,991cc | 211PS/5,500rpm 35.7kgm/1,200rpm-4,000rpm          | 7速AT  | FR       |
| C350 e アバンギャルド C350 e ステーションワゴン アバンギャルド                                                                               | セダン 2019年7月～                                                                                          | M274型 直列4気筒 ターボ        | 1,991cc | 211PS/5,500rpm 35.7kgm/1,200rpm-4,000rpm          | 9速AT  | FR       |
| メルセデスAMG・C43 4MATIC メルセデスAMG・C43 4MATIC ステーションワゴン メルセデスAMG・C43 4MATIC クーペ メルセデスAMG・C43 4MATIC カブリオレ | セダン、ステーションワゴン 2015年7月～2018年7月 クーペ 2016年8月～2018年7月 カブリオレ 2016年9月～2018年7月 | 276M30型 V型6気筒 ツインターボ | 2,996cc | 367PS/5,500-6,000rpm 53.0kgm/2,000-4,200rpm       | 9速AT  | 4WD      |
| メルセデスAMG・C43 4MATIC メルセデスAMG・C43 4MATIC ステーションワゴン メルセデスAMG・C43 4MATIC クーペ メルセデスAMG・C43 4MATIC カブリオレ | 2018年7月～                                                                                                 | M276型 V型6気筒 ツインターボ   | 2,996cc | 390PS/6,100rpm 53.0kgm/2,500-5,000rpm             | 9速AT  | 4WD      |
| メルセデスAMG・C63 メルセデスAMG・C63 ステーションワゴン メルセデスAMG・C63 クーペ                                                           | セダン、ステーションワゴン 2015年5月～ クーペ 2016年4月～                                                   | M177型 V型8気筒 ツインターボ   | 3,982cc | 476PS/5,500-6,250rpm 66.3kgm/1,750rpm-4,500rpm    | 7速AT  | FR       |
| メルセデスAMG・C63 S メルセデスAMG・C63 S ステーションワゴン メルセデスAMG・C63 S クーペ メルセデスAMG・C63 S カブリオレ                     | セダン、ステーションワゴン 2015年5月～ クーペ 2016年4月～ カブリオレ 2016年9月～                            | M177型 V型8気筒 ツインターボ   | 3,982cc | 510PS/5,500-6,250rpm 71.4kgm/2,000rpm-4,500rpm    | 7速AT  | FR       |

セダン

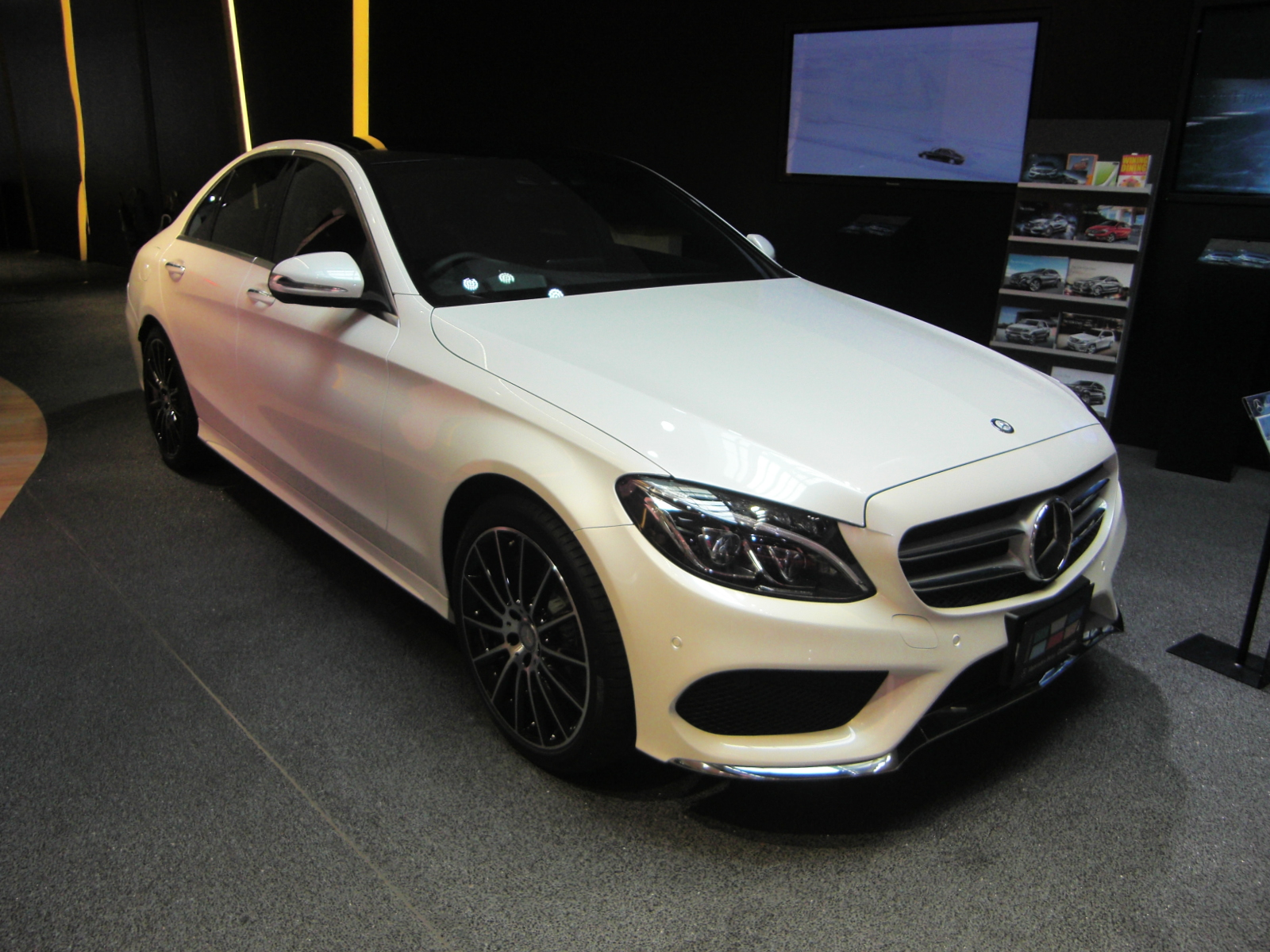
日本仕様　C250スポーツ
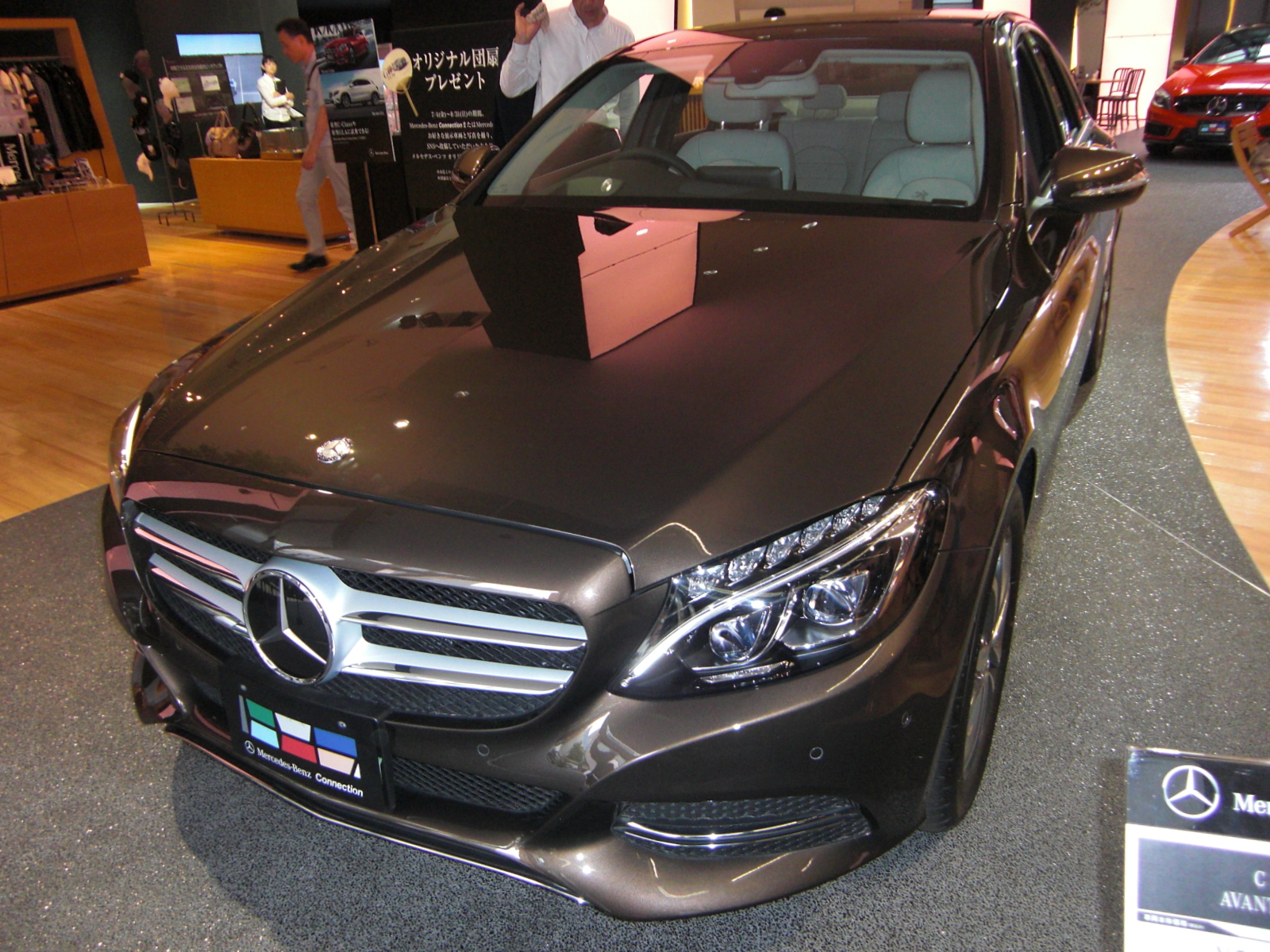
日本仕様　C200アバンギャルド
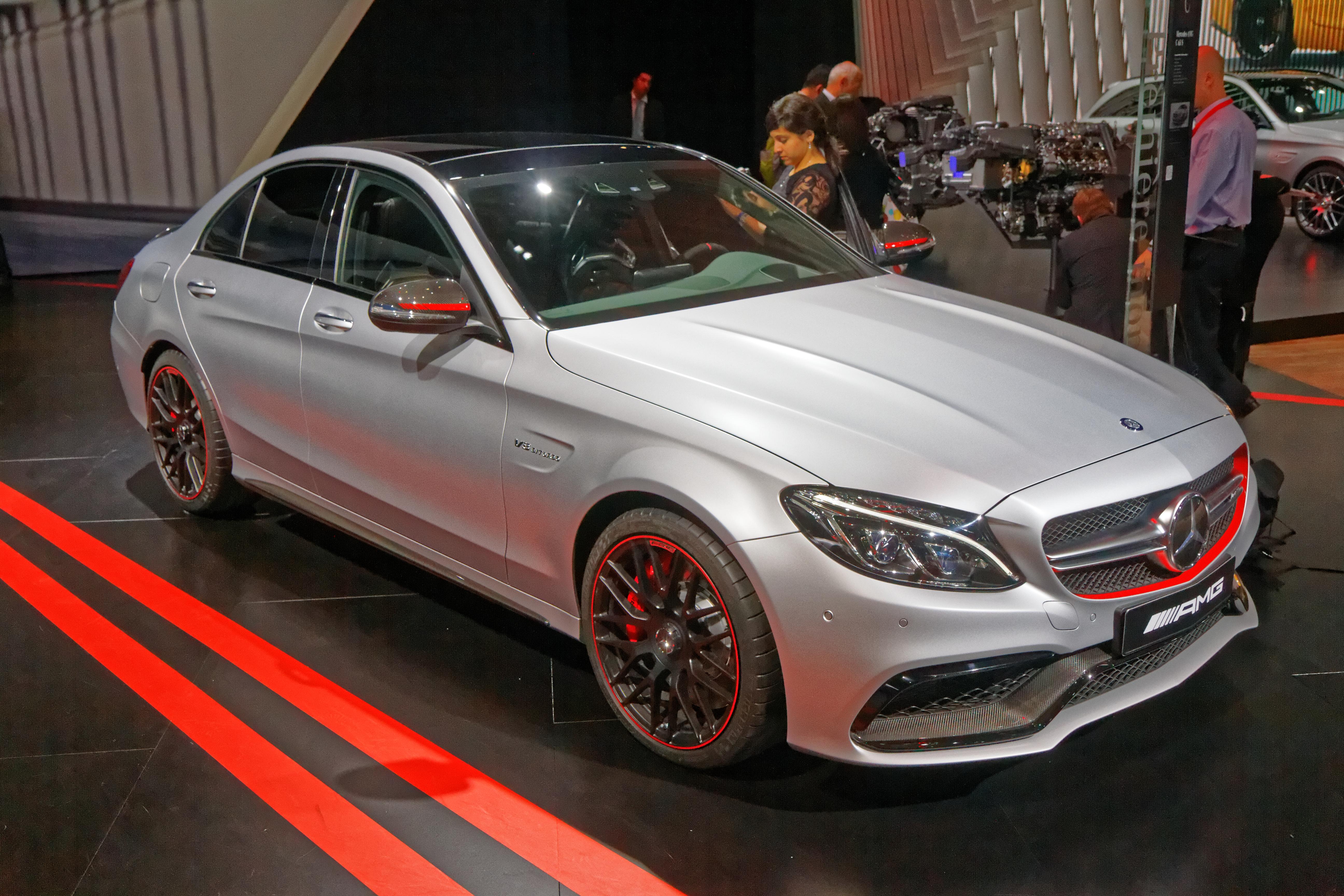
メルセデス・AMG C63 S Edition 1

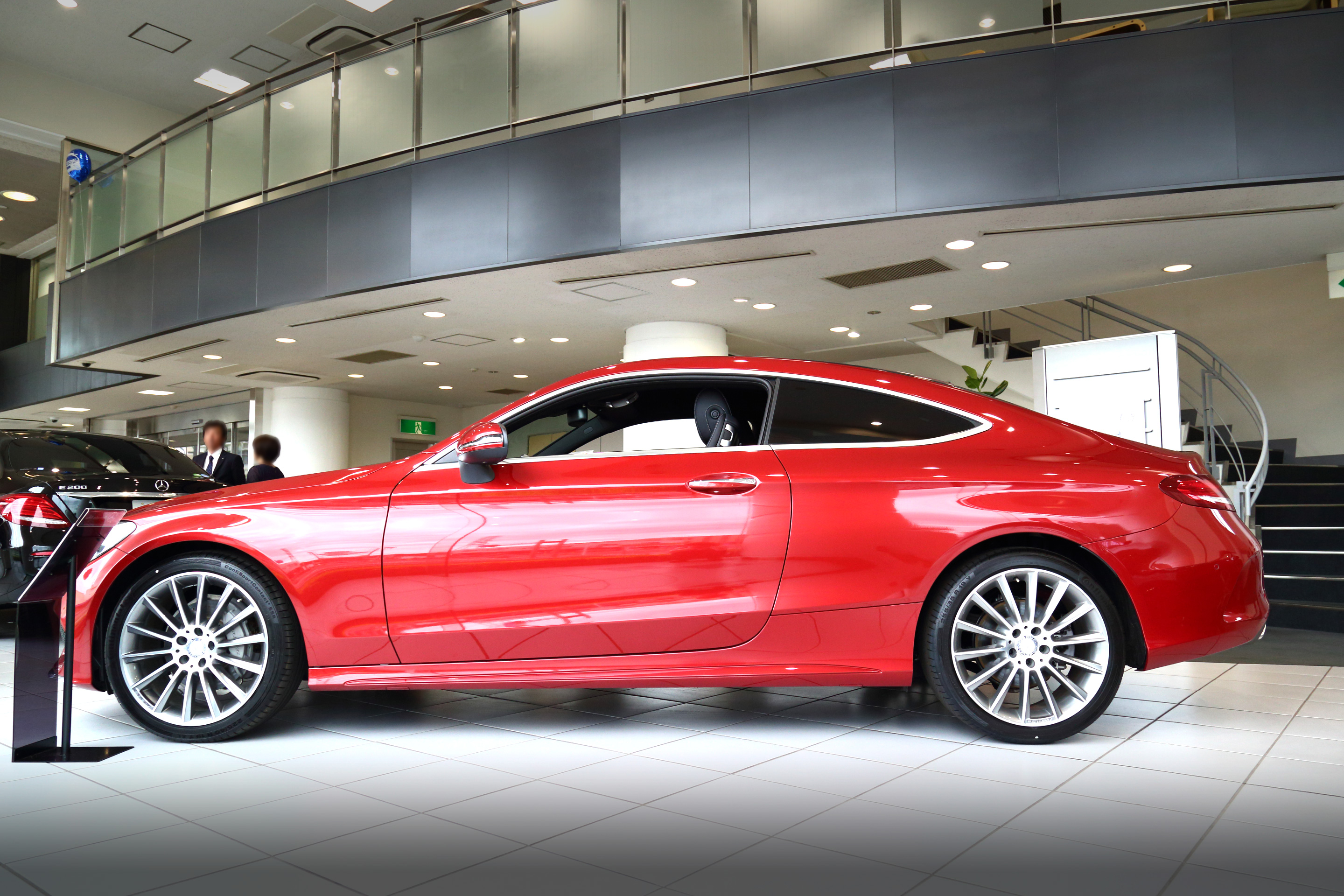
C180クーペ 左側面 （ヒヤシンスレッド）

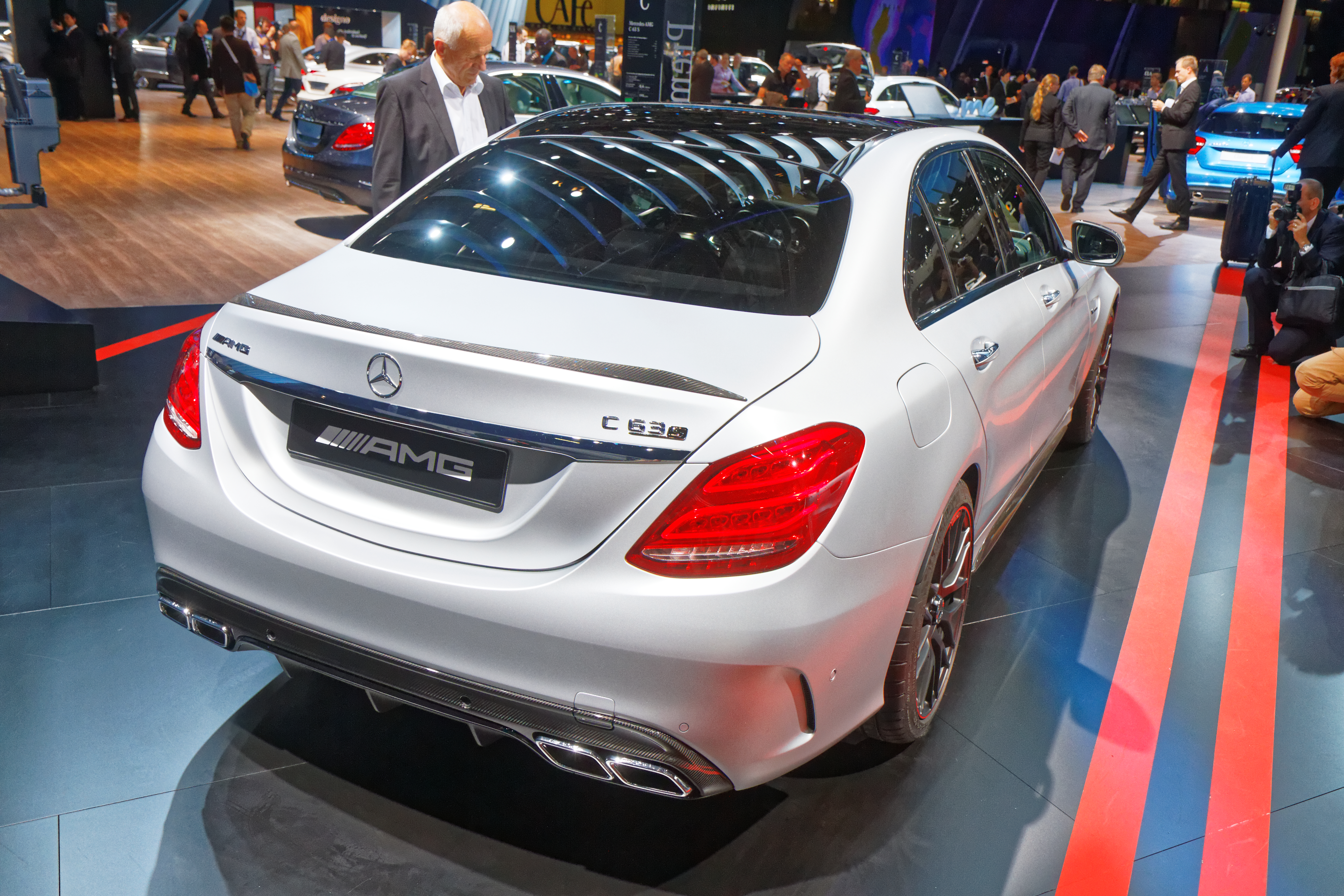
メルセデス・AMG C63 S Edition 1 リア

ステーションワゴン

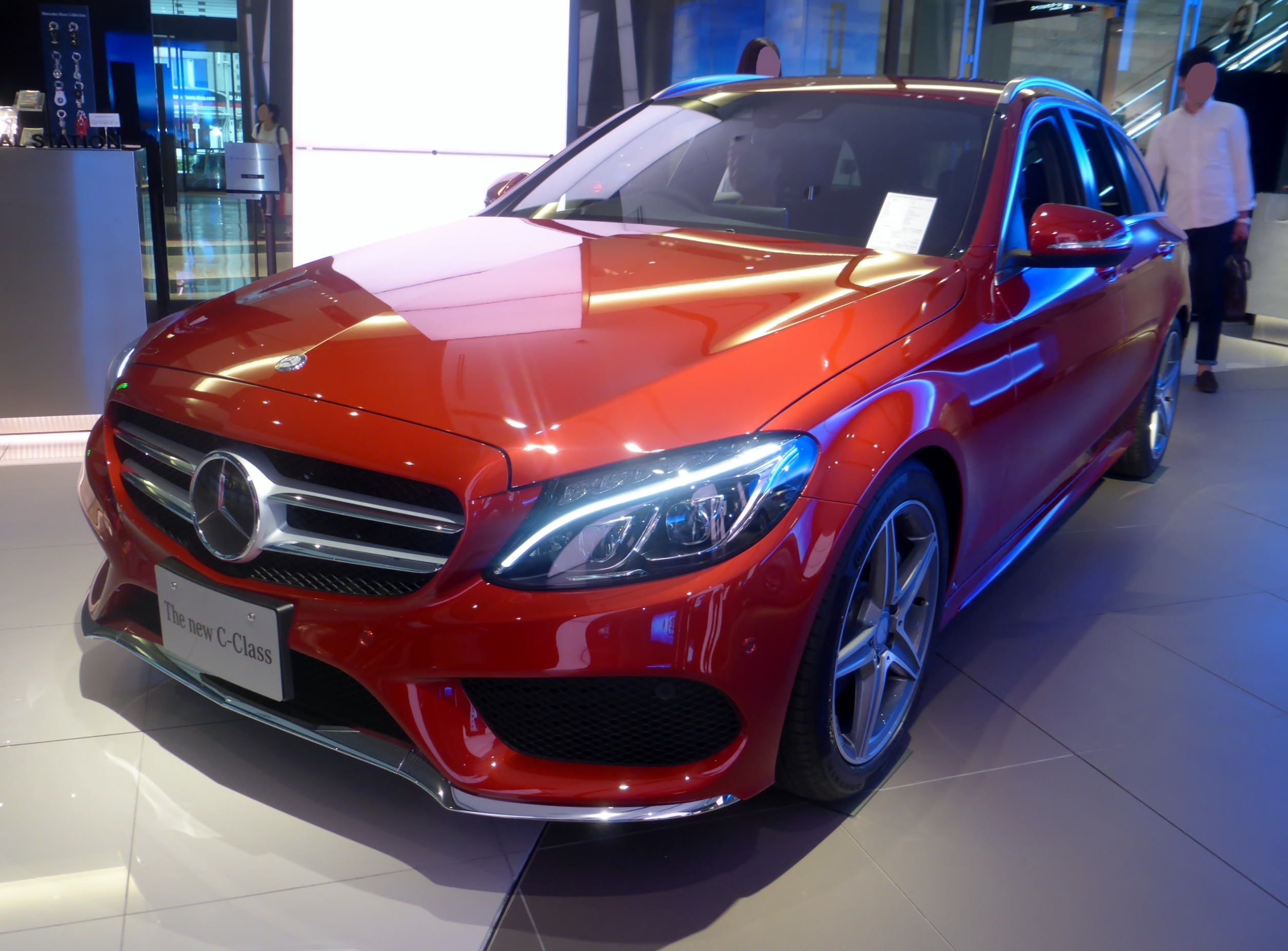
日本仕様　C200ステーションワゴンスポーツ
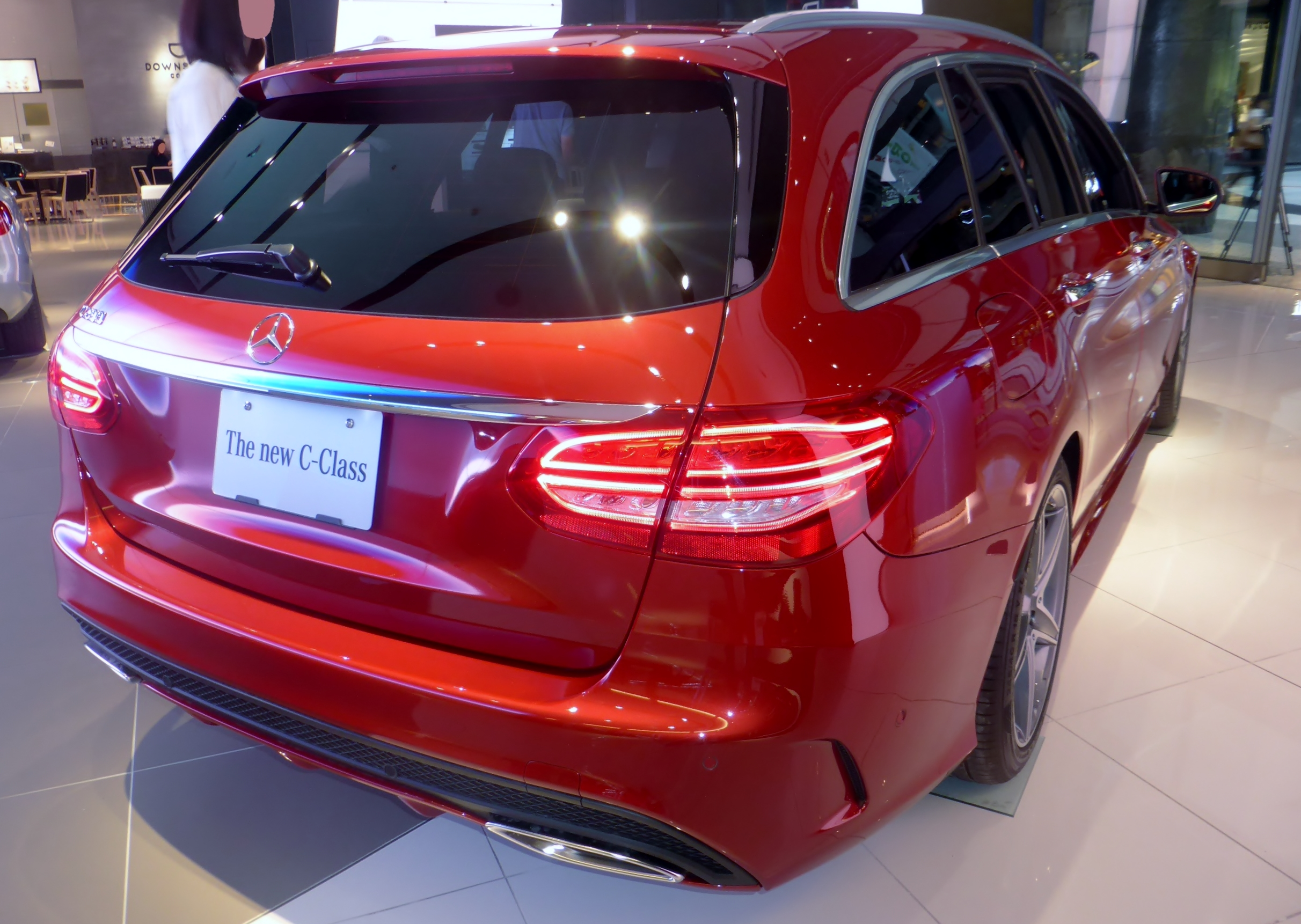
日本仕様　C200ステーションワゴンスポーツ　リア
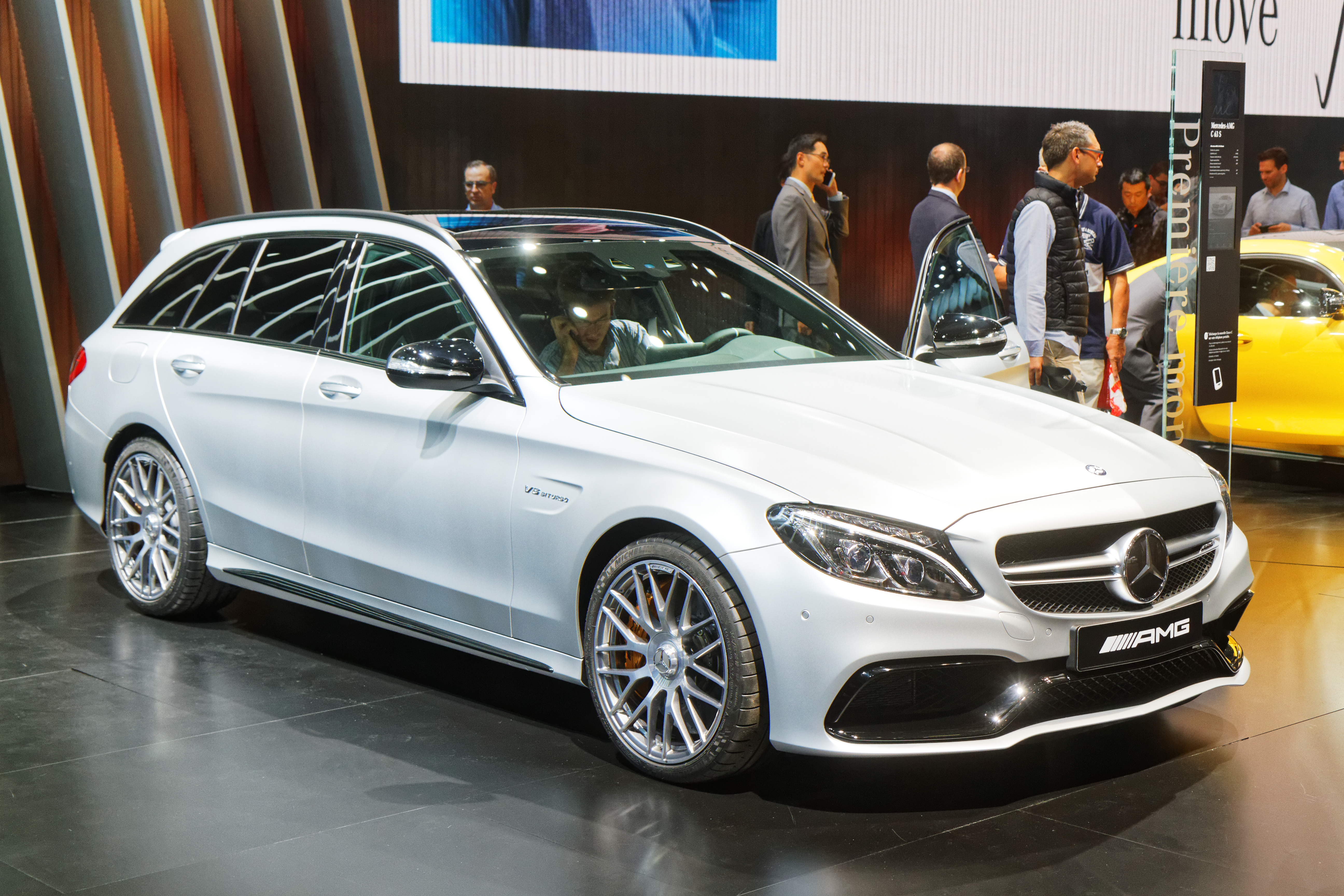
メルセデス・AMG C63 S ステーションワゴン
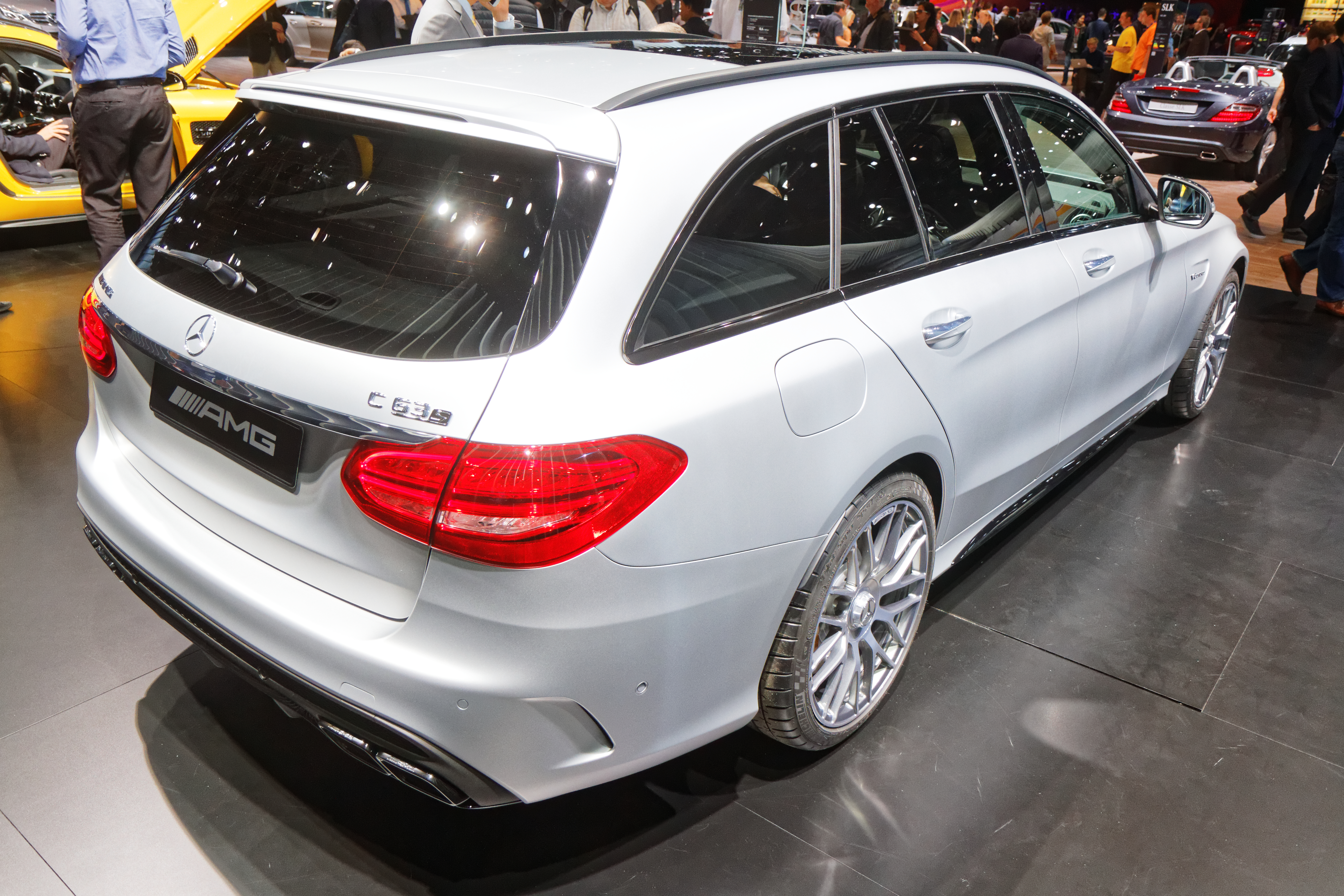
メルセデス・AMG C63 S ステーションワゴン リア

クーペ
- C180クーペ 左側面
（ヒヤシンスレッド）

## 安全性能
| Small overlap frontal offset    | Good |
| Moderate overlap frontal offset | Good |
| Side impact                     | Good |
| Roof strength                   | Good |
| Headlights                      |      |
| Halogen                         | Poor |
| LED                             | Poor |
| adaptive LED                    | Poor |

| Small overlap frontal offset    | Good       |
| Moderate overlap frontal offset | Good       |
| Side impact                     | Good       |
| Roof strength                   | Good       |
| Headlights                      |            |
| LED                             | Acceptable |
| Multi-beam LED                  | Good       |